# Batalha de Adem (2015)
A batalha de Adem foi uma batalha pelo controle de Adem, Iêmen, entre os Houthis, as unidades do Exército do Iêmen e milícias leais a Ali Abdullah Saleh por um lado, e residentes locais, milícias do Movimento do Sul e as unidades do exército do Iêmen e milícias leais a Abdrabbuh Mansur Hadi de outro lado.
A batalha começou em 25 de março de 2015 quando as tropas pró-Saleh tomaram o controle do Aeroporto Internacional de Adem e Hadi fugiu do país por barco. Em 16 de julho, as forças pró-Hadi novamente assumiram o controle do porto de Adem e avançaram para o centro comercial da cidade.  Em 22 de julho, as forças pró-Hadi retomaram o controle total da cidade e o aeroporto de Adem foi reaberto.  No final de julho, uma ofensiva lançada pelas forças pró-Hadi expulsaram as forças houthis das cidades vizinhas de Adem. 